# Henryk Biegeleisen
Henryk Biegeleisen (ur. 24 października 1855 w Toustem, zm. 1 kwietnia 1934 we Lwowie) – polski etnograf i historyk literatury polskiej. Przedstawiciel pozytywistycznej metody filologicznej. Badacz literatury romantycznej, m.in. twórczości Teofila Lenartowicza. Autor cennych prac etnograficznych.

## Życiorys
Urodził się w żydowskiej rodzinie inteligenckiej, w rodzinie lekarza. Uczęszczał do szkół w Tarnopolu. W 1876 zdał egzamin dojrzałości w C. K. Gimnazjum w Brzeżanach. Studiował historię oraz historię literatury na Uniwersytecie Lwowskim. Debiutował w 1877 w „Sprawozdaniach” Towarzystwa Czytelni Akademickiej, której był działaczem. Następnie studiował w Monachium i Lipsku. Doktoryzował się w 1882. Po powrocie do Lwowa przez kilkadziesiąt lat pracował jako nauczyciel i dyrektor szkół. Jednocześnie prowadził badania naukowe i prace edytorskie.
Synowie:
- Bronisław (1881–1963), inżynier, profesor Politechniki Lwowskiej i innych uczelni, dyrektor Instytutu Psychotechniki i Organizacji Naukowej w Krakowie
- Leon Władysław (1885–1944), ekonomista, profesor Wolnej Wszechnicy Polskiej w Warszawie.

## Wybrane publikacje
Książki
- Lirnik mazowiecki, 1913[2].
- Matka i dziecko w obrzędach, wierzeniach i zwyczajach ludu polskiego. Lwów 1927
- Wesele. Lwów 1928
- U kolebki ; Przed ołtarzem ; Nad mogiłą. Lwów 1929
- Lecznictwo ludu polskiego. Kraków 1929
- Śmierć w obrzędach, zwyczajach i wierzeniach ludu polskiego. Lwów 1930

Artykuły
- Motywy ludowe w balladzie Mickiewicza „Lilie”, [w:] Wisła, 1891, t. 5, z.1, s. 62–103[3].
- Kornel Ujejski w świetle nieogłoszonej korespondencji poety, [w:] „Kurjer Lwowski” nr 601/1909 z 24 grudnia 1909 r.

## Literatura dodatkowa
- Jan Muszkowski: Biegeleisen Henryk. W: Polski Słownik Biograficzny. T. 2: Beyzym Jan – Brownsford Marja. Kraków: Polska Akademia Umiejętności – Skład Główny w Księgarniach Gebethnera i Wolffa, 1936, s. 30–32. Reprint. Kraków: Zakład Narodowy im. Ossolińskich, 1989. ISBN 83-04-03291-0.